# Busstation Uithoorn

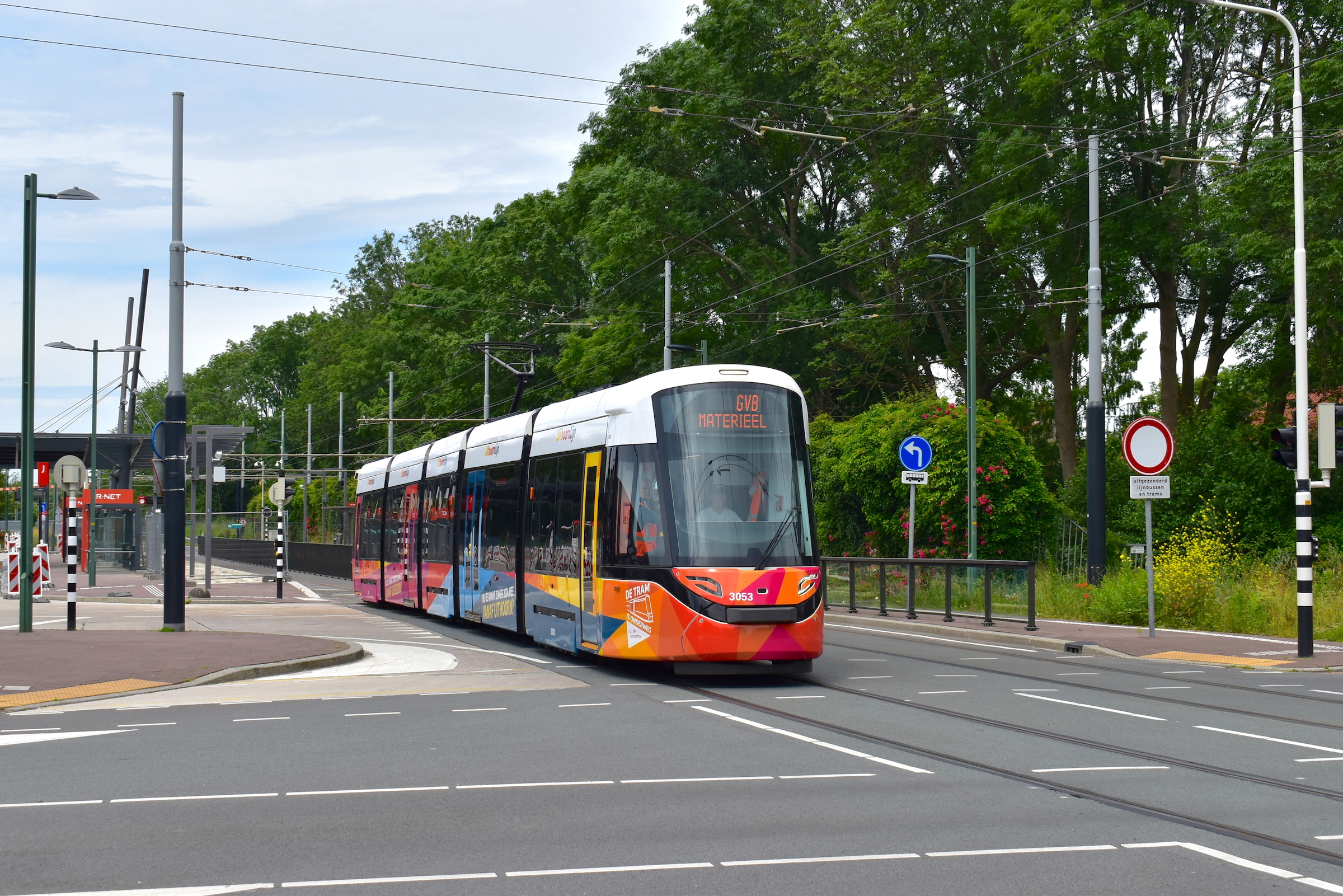
GVB 3063 in uitvoering 'Uithoornlijn' bij Busstation Uithoorn; 20 juni 2024.

Het busstation Uithoorn is een busstation en, onder de naam Uithoorn Station, tramhalte in het Noord-Hollandse dorp Uithoorn. Het huidige busstation werd geopend op 24 mei 1998, de tramhalte opende op 21 juli 2024. 

## Geschiedenis

### Busstation Stationsstraat
Ter vervanging van de zwaar verliesgevende Haarlemmermeerspoorlijnen werd op 16 december 1935 bij de toenmalige streekvervoerder Maarse & Kroon een buslijn 3 ingesteld van het Lorentzplein in Haarlem via Heemstede, Hoofddorp naar Aalsmeer en op 1 januari 1939 doorgetrokken naar Uithoorn. Op 15 mei 1942 volgden de buslijnen 6 en 7 van Amsterdam via Amstelveen naar Uithoorn en verder naar Wilnis en Nieuwkoop. In tegenstelling tot de trein die meestal maar één station had aan de rand van de bebouwing kon de bus diep in de bebouwde kom doordringen.In de Stationsstraat nabij het Station Uithoorn bevond zich het busstation bestaande uit een aantal halteplaatsen in één richting langs de rijweg. Ook na de opheffing van het personenvervoer per trein op 3 september 1950 bleef het busstation gehandhaafd tot verplaatsing naar de Zijdelweg.    

### Busstation Zijdelweg
Aan de Zijdelweg aan de rand van het dorp bij de N196 (in Uithoorn Koningin Maximalaan) kwam, nadat het aantal buslijnen verder toenam, een nieuw busstation met lage schuine visgraatperrons en een stationsgebouwtje met wachtruimte voor passagiers en een personeelsverbijf. Hier gaven de lijnen in alle richtingen aansluiting op elkaar in vaste patroontijden. Na de bouw van Meerwijk lag het busstation niet meer aan de rand van het dorp maar ook niet centraal. 
Hier tegenover verscheen in 1990 een voor Centraal Nederland gebouwde busgarage met kantoor, ter vervanging van de oude garage aan de Stommeerweg in Aalsmeer, op het voormalige terrein van het "Burgemeester Kootzwembad" vernoemd naar Cornelis Machiel Antonius Koot, burgemeester van 1935 tot 1965. Deze garage is in 2018 verlaten en verplaatst naar Amstelveen. Bij de plaats van het vroegere busstation staat nu onder meer een hotel.

### Busstation Cort van der Lindenplein

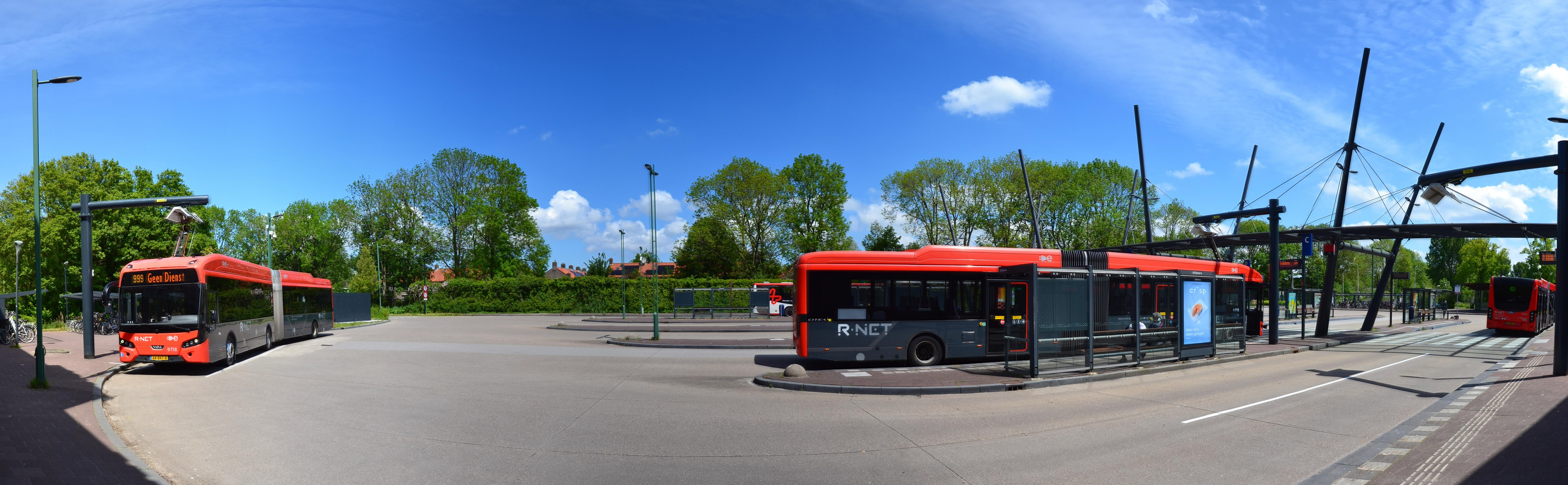
Busstation, mei 2021

Ter vervanging van het oude busstation en in het kader van een nieuwbouwproject werd het busstation verplaatst naar een centralere plaats van het dorp aan het Cort van der Lindenplein. Het busstation is gelegen aan de vrije busbaan over het tracé van de vroegere spoorlijn Aalsmeer – Mijdrecht. Het busstation heeft 10 halteplaatsen, aangegeven met de letters A t/m J. Op het busstation staan laadpalen voor het opladen van elektrische bussen. 
Aan het Cort van der Lindenplein bevindt zich aan de zuid- en oostzijde een L-vormig woongebouw waarbij de toegang en huisnummers aan de achterzijde aan de Marijnenlaan zijn. Op de begane grond bevinden zich aan de kant van het busstation naast voorzieningen voor het personeel ook onder meer een cafetaria, restaurant, schoonheidssalon, dierenarts en huisartsenpraktijk. 

### Tramhalte
Vanaf 2020 werd voor de verlenging van de tramlijn 25 van de Amsterdamse tram (Amsteltram) het busstation verbouwd naar een bus- en tramstation. Dit werd op 20 juli 2024 feestelijk geopend, een dag later begon de reguliere dienstregeling. Het voormalige station Uithoorn, dat het eindpunt voor de tram is, kreeg de naam "Uithoorn Centrum". De tramhalte ligt aan de noordzijde van het busstation in aansluiting op de tram/busbaan. De huidige busbaan is verbouwd tot een gecombineerde tram/busbaan. Gedurende de werkzaamheden reden de bussen tijdelijk buiten de busbaan en kwamen er tijdelijke halteplaatsen en toegangen naar het busstation. Voor de bussen blijft de naam Busstation Uithoorn, voor de tram heet het Station Uithoorn.

### Lijnenoverzicht
Tramlijn 25 van/naar Amsterdam wordt verzorgd door het GVB. De meeste buslijnen en de flexdienst OV op Maat worden verzorgd door het vervoerbedrijf Connexxion. Daarnaast verzorgt Syntus Utrecht een drietal buslijnen van/naar de provincie Utrecht en Qbuzz een buslijn van/naar de provincie Zuid-Holland. 

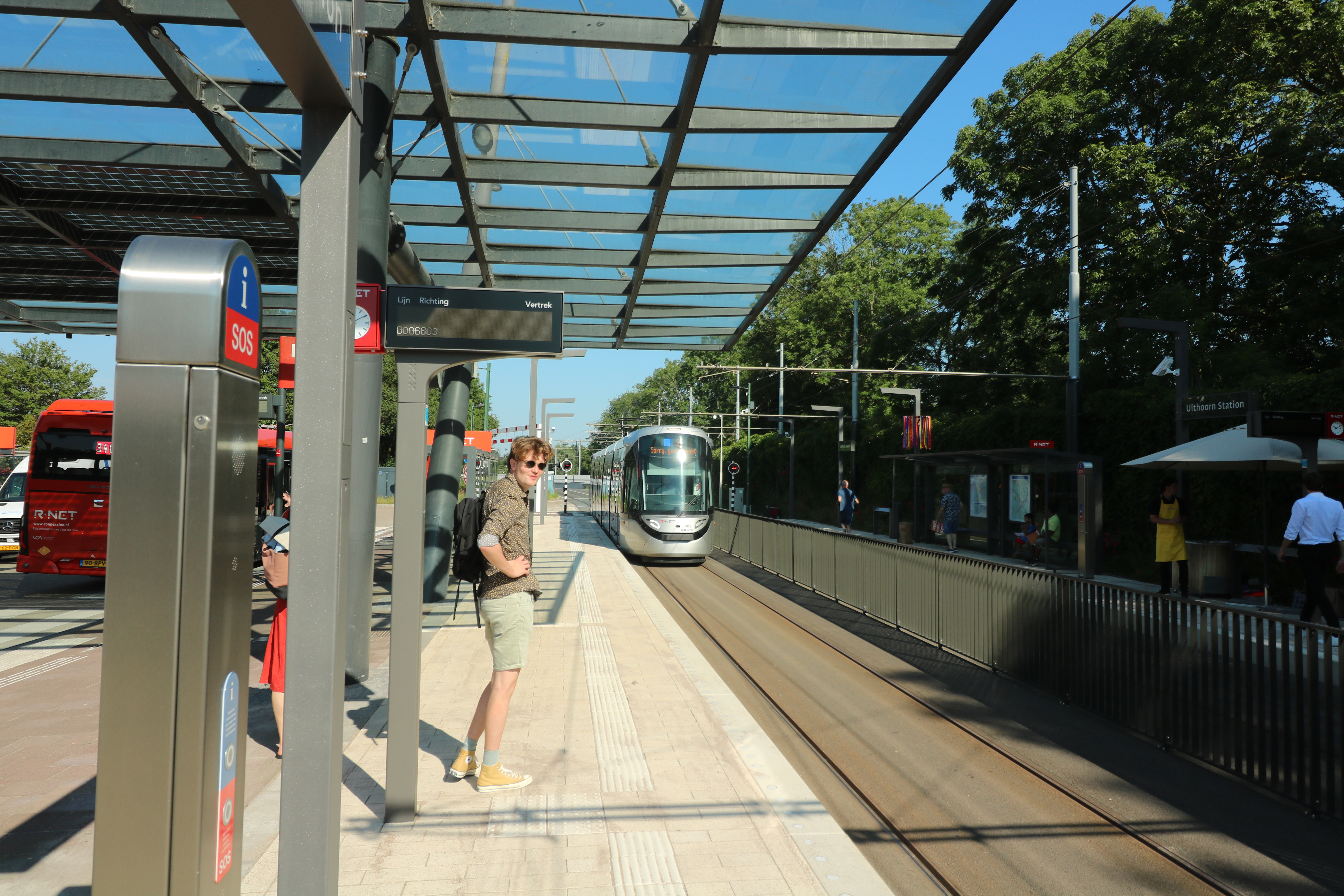
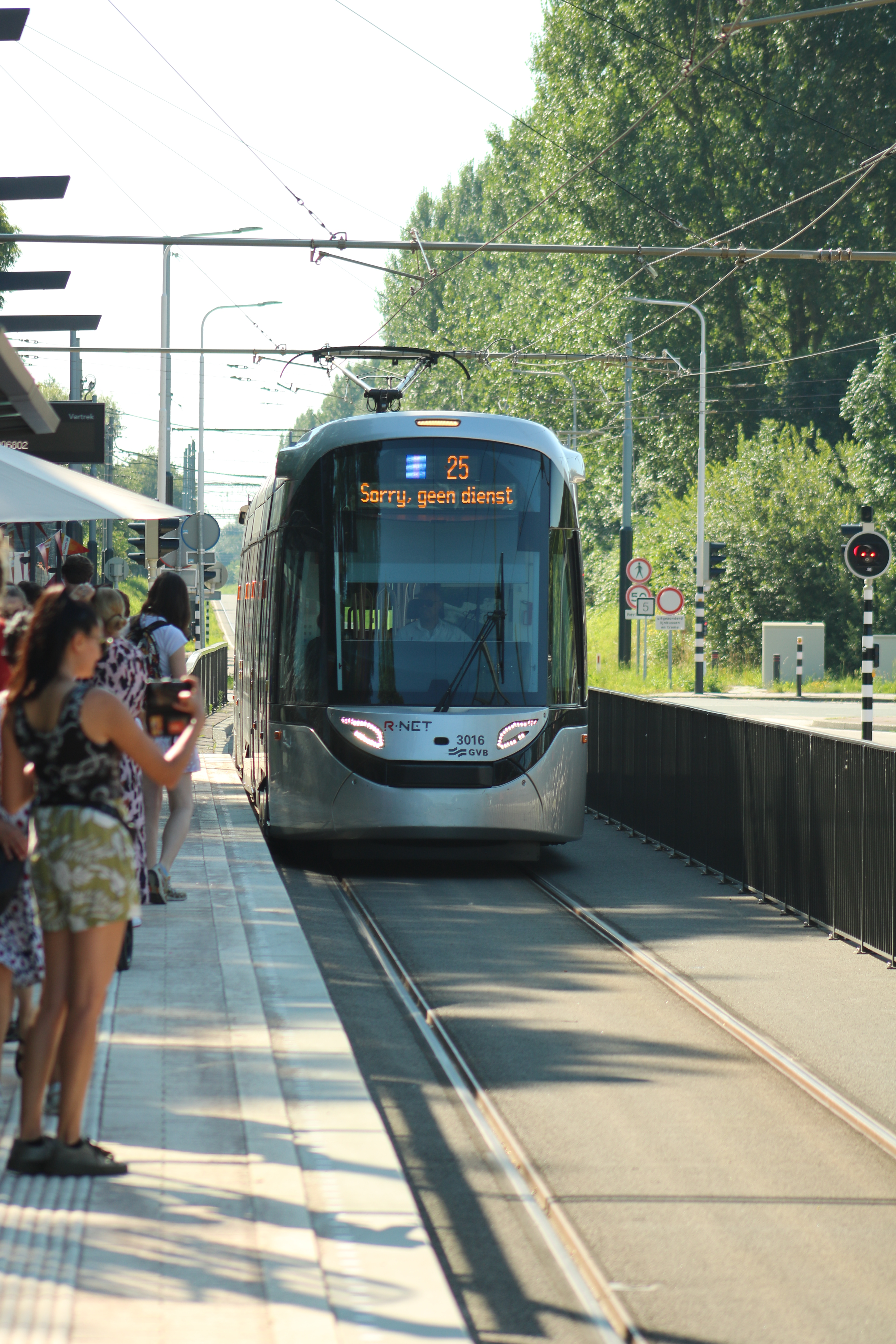
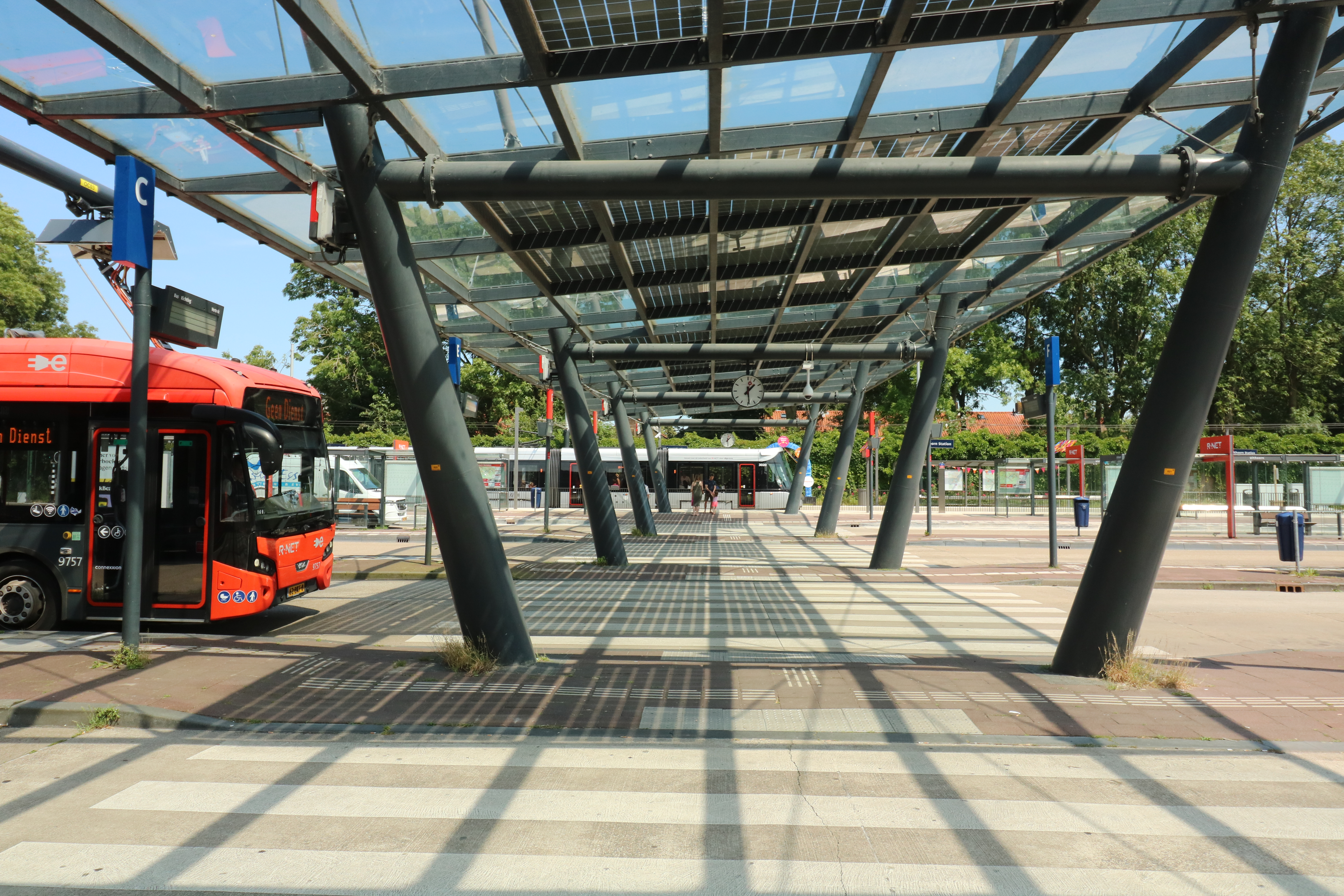

| Lijn         | Route                                                                                                | Vervoerder     | Opmerkingen                                                                                            |
| ------------ | --- | -------------- | --- |
| R-net        | |                | |
| 25           | Amsterdam Zuid - Amstelveen - Uithoorn Busstation - Uithoorn Centrum                                 | GVB            | Amsteltram                                                                                             |
| 340          | Uithoorn Busstation - Aalsmeer - Hoofddorp - Heemstede - Haarlem Station                             | Connexxion     | |
| Streekbussen | |                | |
| 123          | Uithoorn Busstation - Mijdrecht - Woerden - Oudewater J.J. Vierbergenweg                             | Syntus Utrecht | Het traject Uithoorn - Mijdrecht wordt alleen van maandag t/m vrijdag gereden (overdag + vroege avond) |
| 130          | Uithoorn Busstation - Mijdrecht - Vinkeveen - Breukelen station                                      | Syntus Utrecht | |
| 147          | Uithoorn Busstation - Nieuwveen - Zevenhoven - Nieuwkoop - Alphen aan den Rijn station               | Qbuzz          | |
| 149          | Uithoorn Busstation - Nes aan de Amstel - Amstelveen Busstation                                      | Connexxion     | Rijdt 's avonds en in het weekend als OV op Maat                                                       |
| 174          | Uithoorn Amstelplein - Uithoorn Busstation - Amstelveen Busstation - Amstelveen Noord                | Connexxion     | Rijdt in Amstelveen-Noord een lusroute in één richting en fungeert binnen Amstelveen als stadsdienst   |
| Spitsbus     | |                | |
| 274          | Uithoorn Amstelplein - Uithoorn Busstation - Uithoorn Zijdelwaard                                    | Connexxion     | Rijdt om en om met lijn 174                                                                            |
| Buurtbus     | |                | |
| 526          | Uithoorn Busstation - De Hoef - Nieuwer ter Aa - Breukelen station                                   | Syntus Utrecht | |
| Nachtbus     | |                | |
| N47          | Uithoorn Busstation - Amstelveen Busstation - Amsterdam Busstation Elandsgracht - Amsterdam Centraal | Connexxion     | Rijdt alleen donderdag- t/m zaterdagnacht                                                              |